# سیاه و سفید رنگی
سیاه و سفید رنگی (فرانسوی: La Victoire en chantant‎) یک فیلم به کارگردانی ژان-ژاک آنو است که در سال ۱۹۷۶ منتشر شد. از بازیگران آن می‌توان به ژان کارمه، ژاک دوفیلو و پیتر برلینگ اشاره کرد. این فیلم برنده جایزه اسکار بهترین فیلم خارجی زبان ۱۹۷۶ شده‌است.